# Adlerzia froggatti
Adlerzia froggatti är en myrart som först beskrevs av Auguste-Henri Forel 1902.  Adlerzia froggatti ingår i släktet Adlerzia och familjen myror. Inga underarter finns listade i Catalogue of Life.

## Bildgalleri

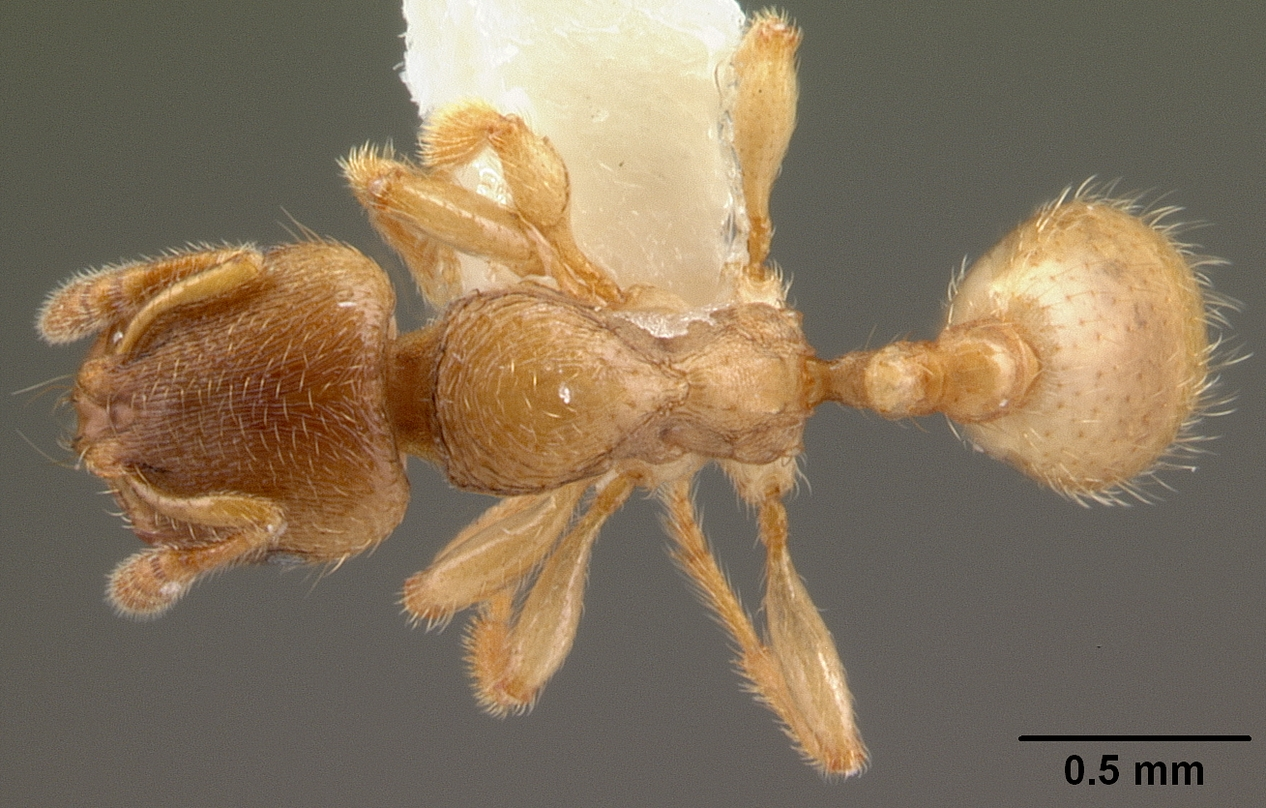
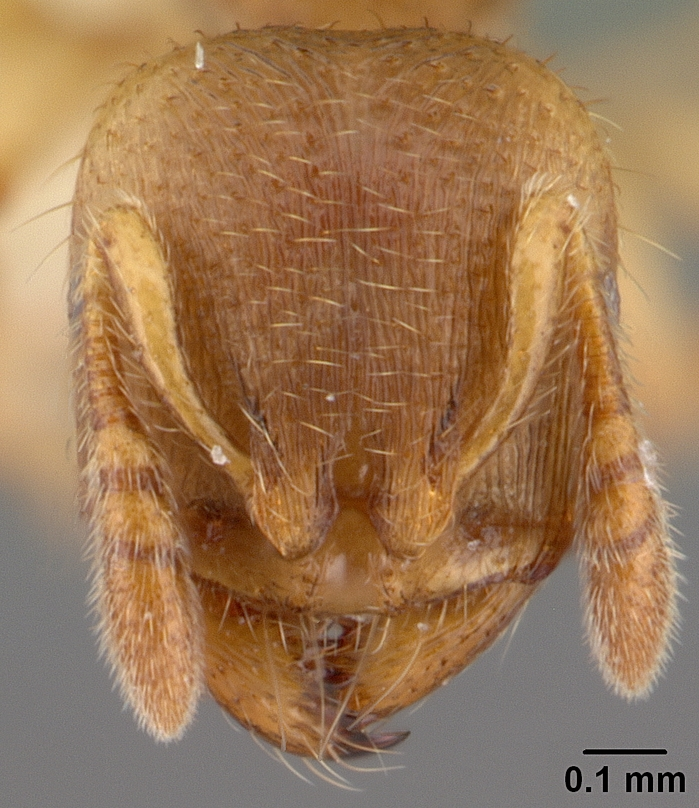
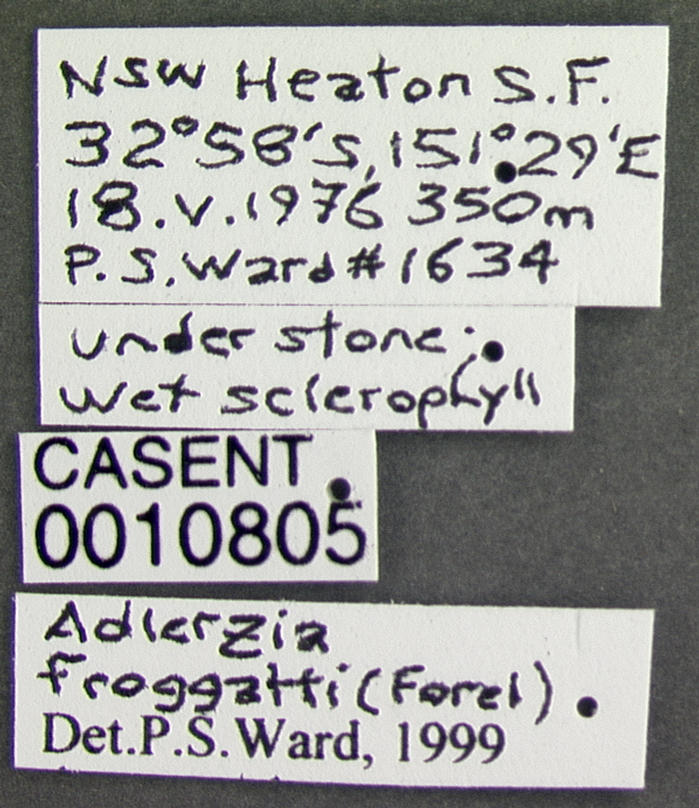
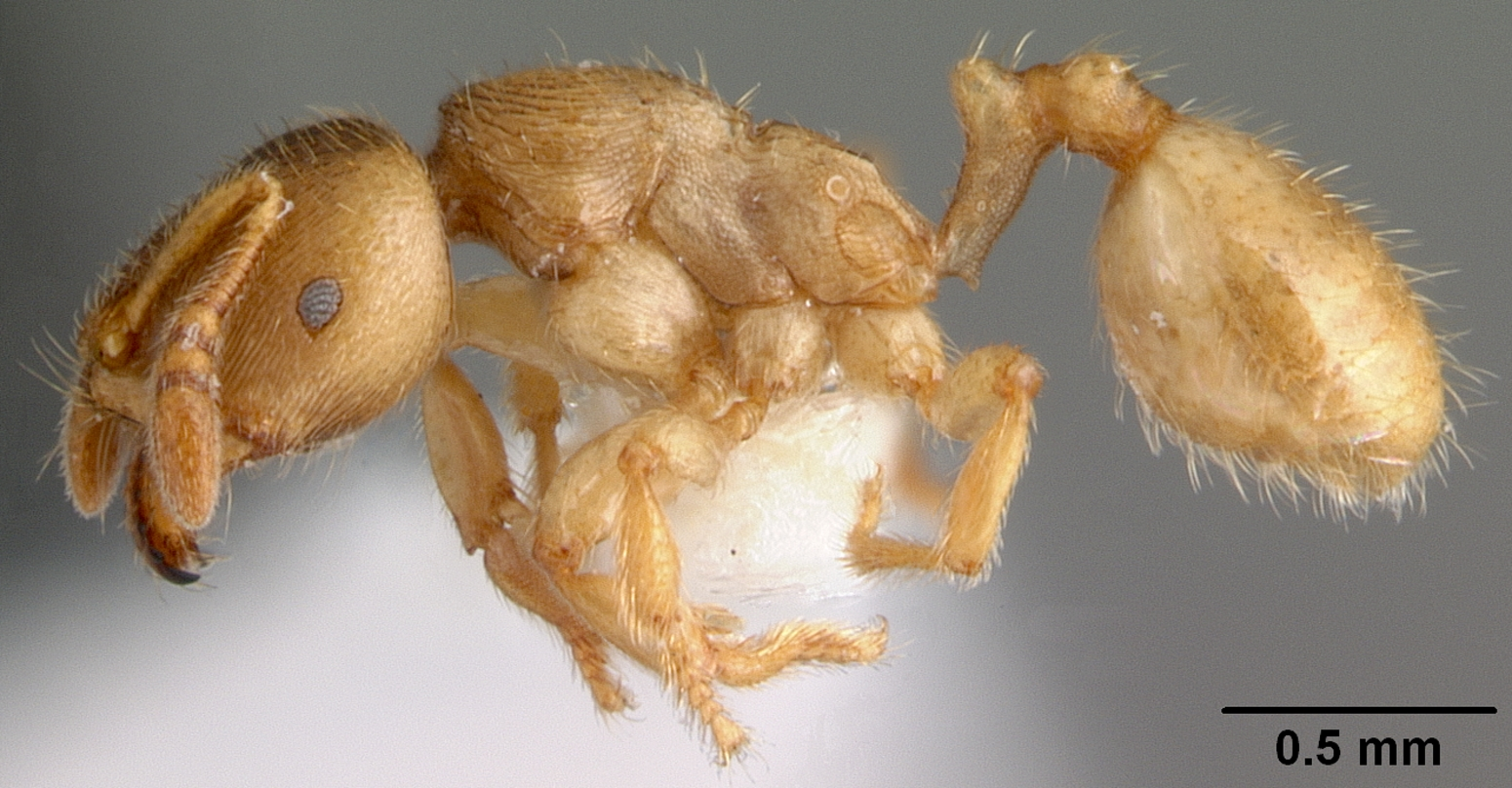
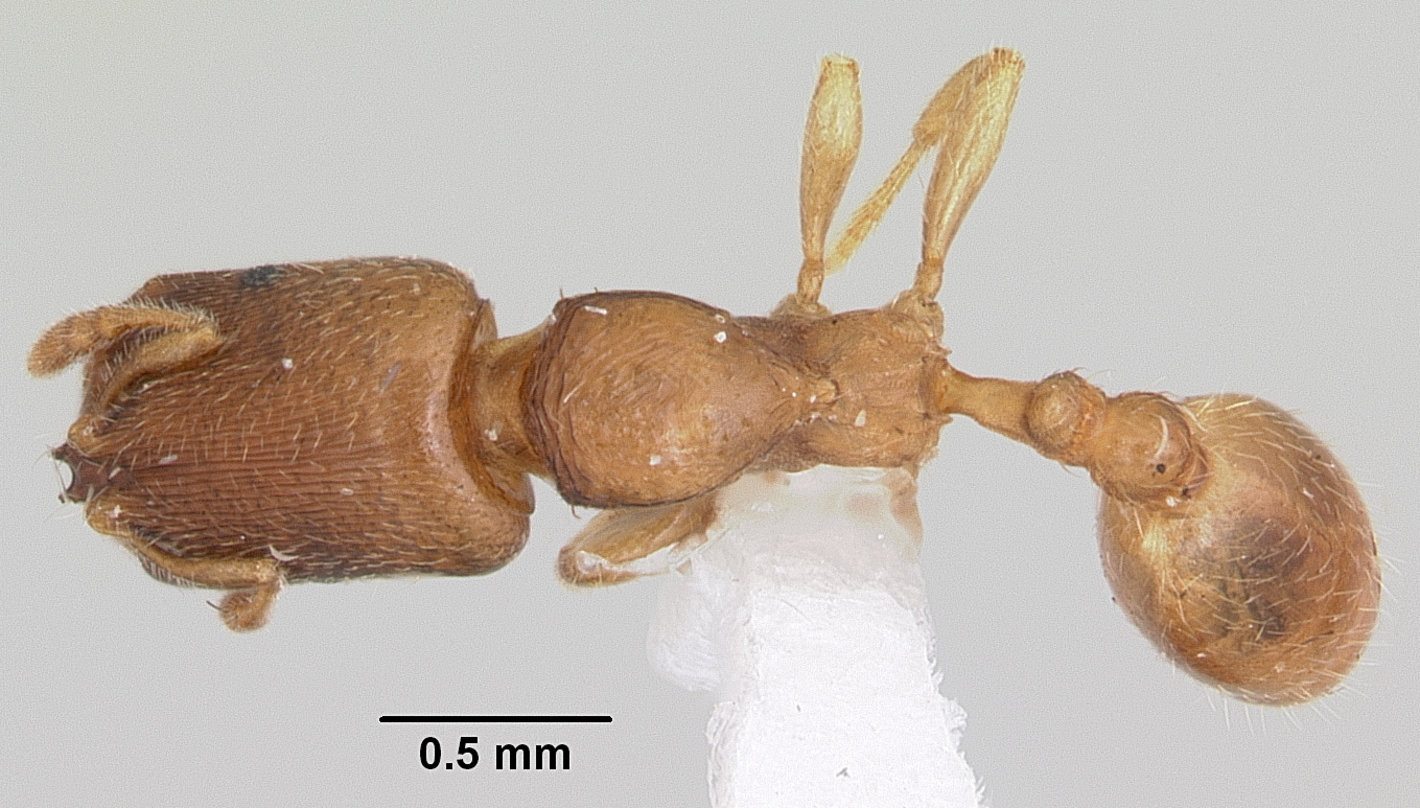
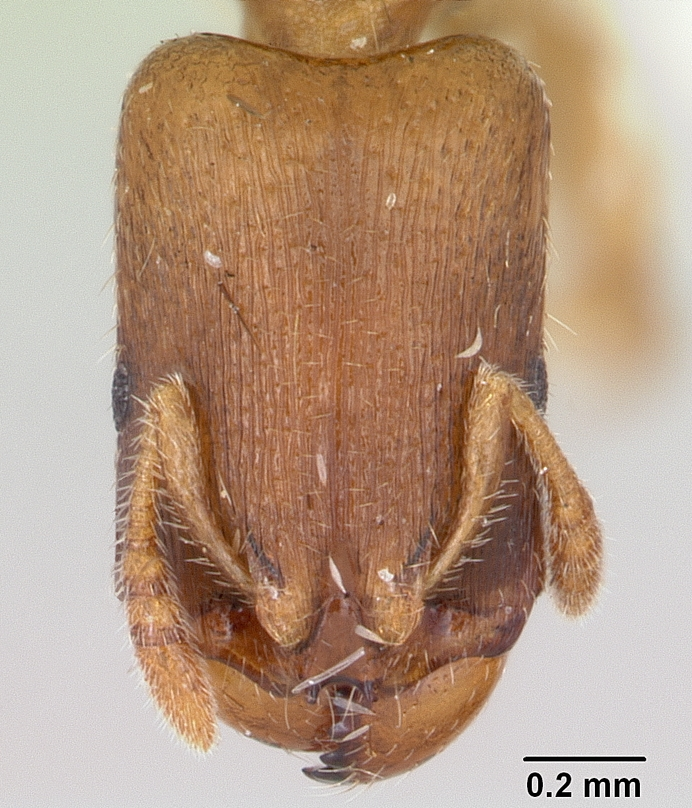